# Русалка (двотижневик)
«Русалка» — двотижневик для жінок, виходив у Львові в 1868—1870 роках. Видавець і редактор Северин Шехович. Вийшло 24 номери.
Друкувався язичієм. У двотижневику публікувалися художні твори, ліричні поезії, подавалася світська хроніка, корисні поради з ведення господарства, друкувалися замітки про болгар, чорногорців, французів, повідомлялося про становище жінок в Англії та Німеччині, намір львів'янок створити вищу жіночу школу.